# Acimut

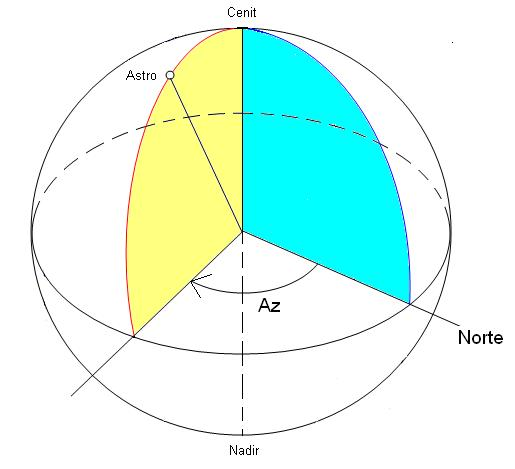
El acimut es el ángulo formado entre la dirección de referencia (norte) y una línea entre el observador y un punto de interés previsto en el mismo plano que la dirección de referencia.

El acimut, también escrito como azimut (del árabe: السمت [as-sumūt] ‘las direcciones, plural de samt ‘dirección’’) o más raramente acimud (en plural acimudes), se refiere a un ángulo de la orientación sobre la superficie de una esfera real o virtual. El significado preciso de este término tiene algunas particularidades según la disciplina en la que se use.
Cuando se usa como una coordenada celeste, el azimut es la dirección horizonte tal de una estrella u otro objeto astronómico en el cielo. La estrella es el punto de interés, el plano de referencia es el área local (por ejemplo, un área circular con un radio de 5 km al nivel del mar) alrededor de un observador en la superficie de la Tierra, y el vector de referencia apunta al norte verdadero. El acimut es el ángulo entre el vector norte y el vector de la estrella en el plano horizontal.
El acimut generalmente se mide en grados (°). El concepto se utiliza en navegación, astronomía, ingeniería, cartografía, minería y balística.

## Etimología
La palabra acimut se usa en todos los idiomas europeos en la actualidad. Tiene su origen en el árabe medieval con السموت (al-sumūt, pronunciado as-sumūt), que significa "las direcciones" (plural del árabe السمت al-samt = "la dirección"). La palabra árabe entró en el latín medieval tardío en un contexto astronómico y en particular en el uso de la versión árabe del astrolabio. El primer registro conocido en cualquier idioma occidental está en español en la década de 1270 en un libro de astronomía que se derivó en gran parte de fuentes árabes, el Libro del saber de astrología encargado por el Rey Alfonso X de Castilla. Su primer uso registrado en inglés es en la década de 1390 en el Tratado del astrolabio de Geoffrey Chaucer.

## Astronomía
En astronomía, el acimut es el ángulo o longitud de arco medido sobre el horizonte celeste que forman el punto cardinal Norte y la proyección vertical del astro sobre el horizonte del observador situado en alguna latitud. Se mide en grados desde el punto cardinal Norte en el sentido de las agujas del reloj, o sea Este, Sur, Oeste, Norte.
Por proyección vertical, entendemos el corte con el horizonte que tiene el círculo máximo que pasa por el cenit y el astro.
Es una de las dos coordenadas horizontales, siendo la otra la altura. La altura y el acimut son coordenadas que dependen de la posición del observador. Es decir que, en un mismo momento, un astro es visto bajo diferentes coordenadas horizontales por diferentes observadores situados en puntos diferentes de la Tierra. Esto significa que dichas coordenadas son locales.
En lo que respecta a la construcción de dolmenes, el azimut es la tercera piedra colocada de manera horizontal sobre dos nadires. Se trata pues de un término arqueoastronomico.

## Náutica
En náutica, el acimut se mide desde el punto cardinal norte en sentido horario de 0° a 360° y se llama acimut verdadero (Azv) o real. El acimut podrá ser magnético, si se mide respecto al norte magnético (Azm), o acimut brújula (Azc), en inglés compass, si se mide desde el punto norte de la brújula. En el caso de las cartas de navegación aéreas, en las que se usa el acimut magnético, se le denomina rumbo.

### Acimuts medidos desde el norte verdadero
| Desde el Norte | Desde el Norte | Desde el Norte | Desde el Norte |
| -------------- | -------------- | -------------- | -------------- |
| Norte          | 0° o 360°      | Sur            | 180°           |
| Nornoreste     | 22,5°          | Sursuroeste    | 202,5°         |
| Noreste        | 45°            | Suroeste       | 225°           |
| Estenoreste    | 67,5°          | Oestesuroeste  | 247,5°         |
| Este           | 90°            | Oeste          | 270°           |
| Estesureste    | 112,5°         | Oesnoroeste    | 292,5°         |
| Sureste        | 135°           | Noroeste       | 315°           |
| Sursureste     | 157,5°         | Nornoroeste    | 337,5°         |

### Conversiones
Para convertir un rumbo a un acimut es necesario primero conocer la declinación magnética. De esta forma, si la declinación magnética es al Este, entonces el acimut va a ser el rumbo más la declinación magnética (Az = Rm+Dm). En cambio, si la declinación magnética es al oeste, entonces el acimut es igual al rumbo menos la declinación magnética (Az = Rm-Dm). Para facilitar las ecuaciones y que se utilice una sola, se usa la ecuación donde el acimut es el rumbo más la declinación magnética teniendo en cuenta la convención de signos donde Este es positivo y Oeste es negativo. Ejemplo: necesito encontrar el acimut en un punto donde el rumbo es de 60° y la declinación magnética es de 5° Oeste (-5°). Utilizando la fórmula: Az = Rm+Dm = 60° + (-5°) = 55°.

### Demoras en náutica
En un buque en navegación se llama así al ángulo medido «desde el norte», en sentido horario, hasta un objeto (faro, astro, embarcación, etc.).
Dado que existe una diferencia entre el norte geográfico y el magnético, hay una desviación a la hora de llevar a una carta náutica las mediciones de las demoras. Puede ser demora verdadera (Dv) o demora de aguja (Da). La demora verdadera es la demora de aguja corregida con la corrección total (Ct). Es la que realmente se marca en la carta náutica.
La corrección total (Ct) es la suma de la declinación magnética (dm), diferencia entre los nortes geográfico y magnético, y el desvío de aguja, desvío producido por las masas metálicas y aparatos de un barco (Dv=Da+Ct).
Si el ángulo se mide desde la proa de la embarcación se denomina "marcación". Si la marcación se obtiene por el babor de la embarcación es negativa y si es por el estribor es positiva.
Las marcaciones se pueden convertir en demoras utilizando la fórmula: demora=marcación+rumbo.

### Instrumentos
La toma de ángulos horizontales en el vocabulario marinero se suele denominar «marcación». En los buques, las «marcaciones visuales» se toman desde unas plataformas con suspensión cardánica que tienen un aro rotatorio (alidada) llamadas taquímetros. En buques equipados con girocompás, los taquímetros suelen poseer un "repetidor" del girocompás, lo que permite tomar directamente el "acimut compás", al que debe sumarse el error conocido, si lo hubiese.
También puede tomarse una "marcación radar" a los ecos identificados. Si el radar está en presentación «relativa», es decir que su «línea de fe» está indicando la proa, a esa «demora» se le suma el rumbo. Si el radar está en presentación "verdadera", la línea de fe indica el Norte y se toma directamente el acimut.

## Cartografía
En la cartografía, el acimut se mide también desde el punto cardinal norte.
Es el ángulo de una dirección contado en el sentido de las agujas del reloj a partir del norte geográfico. El acimut de un punto hacia el este es de 90 grados y hacia el oeste de 270 grados sexagesimales. El término acimut solo se usa cuando se trata del norte geográfico. Cuando se empieza a contar a partir del norte magnético, se suele denominar rumbo o acimut magnético. En la geodesia o la topografía geodésica, el acimut sirve para determinar la orientación de un sistema de triangulación.
Es frecuente que en la cartografía, y especialmente en la topografía, los acimuts se expresen en grados centesimales en lugar de utilizar los grados sexagesimales.